# Luisita Lopez Torregrosa
Luisita López Torregrosa (nacida en 1943) es una periodista, autora de libros, editora, escritora independiente y profesora puertorriqueña. Ha reportado noticias desde diversos países incluyendo Cuba, Filipinas, Indonesia, Malasia, Japón, Corea del Sur, Brasil y Puerto Rico. Ha vivido en Manila, Tokio y Estados Unidos. Es la autora de The Noise of Infinite Longing,  publicado por Rayo/ HarperCollins en 2004, y Before the Rain: A Memoir of Love and Revolution, que fue publicado por Houghton Mifflin Harcourt en 2012 y nominada a mejor memoria lésbica en los 25 Premios Literarios Lambda.

## Vida
Luisita López Torregrosa es la hija del médico puertorriqueño Amaury López y de la abogada puertorriqueña María Luisa Torregrosa, quien fue ganadora de concursos de belleza y fundadora de Farándula Bohemia, una compañía de teatro itinerante en Puerto Rico. Es una de seis hermanos. Creció en Puerto Rico y en la Ciudad de México. Fue a un internado a los catorce años en Linden Hall Academy, una escuela preparatoria para niñas en las afueras de Filadelfia, como describe en sus memorias The Noise of Infinite Longing .
Torregrosa recibió una licenciatura en inglés y periodismo de la Universidad de Winthrop en Carolina del Sur en 1964. Ha enseñado como profesora adjunta en la Escuela de Periodismo de la Universidad de Columbia, en la Universidad de Fordham y en la Universidad de Miami. También ha sido editora nacional asistente y editora asistente de estilo en The New York Times, editora colaboradora enVanity Fair y colaboradora en Condé Nast Traveler. Sus memorias Before the Rain: A Memoir of Love and Revolution se centran en una relación con una mujer escritora que llevó a Torregrosa a vivir en Filipinas durante la caída del presidente Ferdinand Marcos. Sus memorias han sido analizadas por estudiosas como Lourdes Torres y Carmen Haydée Rivera. Ha sido entrevistada por periodistas puertorriqueñas tales como Carmen Dolores Hernández.

## Publicaciones
- The Noise of Infinite Longing: A Memoir of a Family--and an Island. Nueva York: Rayo/ HarperCollins, 2004. ISBN 0060534605
- Before the Rain: A Memoir of Love and Revolution. Boston: Houghton Mifflin Harcourt, 2012. ISBN 9780547669205